# Instituto para la Conservación de la Naturaleza y de los Bosques
El Instituto para la Conservación de la Naturaleza y de los Bosques (oficialmente en portugués Instituto da Conservação da Natureza e das Florestas, ICNF) es un organismo del estado portugués que tiene la finalidad de contribuir a la revalorización y conservación en los aspectos relativos a la naturaleza y la biodiversidad en Portugal.
Se encarga de la gestión de los espacios naturales protegidos de Portugal.